# 稲田龍雄
稲田 龍雄（いなだ たつお、1959年9月28日 - ）は、ジャパンアクションエンタープライズ京都支社所属の俳優。熊本県出身。趣味はスキューバダイビング・スキー、特技は乗馬。

## 出演

### テレビドラマ
- 桃太郎侍 第41話「さらば桃太郎」（1976年 - 1981年、日本テレビ）
- スパイダーマン（1978年 - 1979年、東京12チャンネル）
- バトルフィーバーJ 第7話「お家が燃える!」（1979年、テレビ朝日）
- 仮面ライダースーパー1 第2話「闘いの時来たり！ 技は赤心少林拳」（1980年、毎日放送）- 柏木空手道場生 役
- 電子戦隊デンジマン（1980年 - 1981年、テレビ朝日）
- 柳生あばれ旅（1980年10月14日 - 1981年4月7日、テレビ朝日）
- 松平右近事件帳 第9話 「ほおずきを噛む女 」　（1982年-1983年、日本テレビ）
- 影の軍団II 第19話「大追跡! 雪は知っていた!」（1982年、KTV / 東映）- 仁科与蔵
- 大戦隊ゴーグルファイブ（1982年 - 1983年、テレビ朝日）
- 意地悪お手伝いさん（1984年 - 1986年、フジテレビ）
- 太閤記（1987年、TBS）
- 必殺仕事人ワイド 大老殺し 下田港の殺し技珍プレー好プレー（1987年、テレビ朝日） - 天狗飛び切りの弁慶 役
- ご存知!旗本退屈男（1988年 - 1994年、テレビ朝日）
- ナショナル劇場・パナソニック ドラマシアター（TBS）
  - 水戸黄門（C.A.L）
    - 第9部 第8話「荒野の襲撃 -三戸-」（1978年9月25日） - 弥十郎の手下
    - 第13部 第1話「天下を狙う忍びの罠 -水戸・江戸-」（1982年10月18日） - 公儀隠密
    - 第18部
      - 第1話～第5話、第9話、 第12話、第15話～第17話（1988年 - 1989年） - 玄竜の配下
      - 第21話「化け猫の仇討ち -久留米-」（1989年2月6日）

    - 第19部 第1話～第2話、第4話～第5話、第7話、第9話 （1989年） - 鬼巌坊配下
    - 第20部
      - 第9話「黄門様の商ん人修行 -大坂-」（1991年1月7日） - 熊造
      - 第18話「密命帯びた用心棒 -嬉野-」（1991年3月31日） - 重蔵の子分
      - 第34話「天誅! 謎の虚無僧 -富山-」（1991年7月1日） - 薬売り
      - 第41話「悪を蹴散らす競べ馬 -八戸-」（1991年8月19日） - 牧童

    - 第21部
      - 第1話「悪鬼が巣喰う岡崎城 -水戸・岡崎-」（1992年4月6日） - 番士
      - 第20話「悲願を秘めた鬼代官 -福知山-」（1992年8月17日）

    - 第22部
      - 第34話「大黒様を笑わせた男 -日光-」（1994年1月10日） - 捕り方
      - 第35話「飛脚競べで悪を討つ -宇都宮-」（1994年1月17日） - 留蔵の子分

    - 第23部
      - 第1話「水戸黄門 -水戸-」（1994年8月1日）、第10話「親子喧嘩の腕比べ -田鶴浜-」（1994年10月10日）、第11話「陰謀渦巻く加賀百万石 -金沢-」（1994年10月17日） - 刺客
      - 第2話「育て父は鷹匠 -大宮-」（1994年8月8日） - 捕り方
      - 第31話「格さんは夫の敵 -丸亀-」（1994年3月13日）- 捕り方
      - 第34話「狸がくれた赤ん坊 -信楽-」（1995年4月3日） - 伊賀山大膳の手下

    - 第24部
      - 第1話「水戸黄門 -水戸・江戸-」（1995年9月11日）
      - 第15話「仇を探す飴売り娘 -熊本-」（1995年12月25日） - 岩造の子分
      - 第22話「冤罪晴らす復讐の刃 -敦賀-」（1996年2月19日） - 権造の子分
      - 第33話「涙でついた父の嘘 -仙台-」（1996年5月13日） - 中間

    - 第28部 第17話「暴れん坊は紀州の若様 -京-」（2000年7月10日）
    - 第29部（2001年4月2日 - 9月17日）
    - 第30部（2002年1月7日 - 7月1日） - 北川
    - 第31部（2002年10月14日 - 2003年3月24日）
    - 第32部 第3話「おらが蕎麦は日本一 -小諸-」（2003年8月11日） - 風の鬼若の吹き替え
    - 1000回記念スペシャル（2003年12月15日）
    - 第33部（2004年4月12日 - 9月20日） - 友吉
    - 第34部（2005年1月10日 - 6月6日）
    - 第35部（2005年10月10日 - 2006年3月6日）
    - 第36部（2006年7月24日 - 12月18日）
    - 第37部（2007年4月9日 - 9月17日） - 家来
    - 第38部（2008年1月7日 - 6月30日） - 手下
      - 第8話「炭より悪い悪党ども -彦根-」（2008年2月25日） - 捕り方

    - 第39部（2008年10月13日 - 2009年3月23日） - 男
    - 第40部（2009年7月27日 - 12月21日）
    - 第41部（2010年4月12日 - 6月28日）
    - 第42部（2010年10月11日 - 2011年2月7日） - お光の父与平
    - 第43部（2011年7月4日 - 12月19日）
    - 水戸黄門 (BS-TBS版)第1シリーズ(第44部) 第3話「旅籠で格さん瓜二つ -福島-」（2017年10月18日） - 亀[2]

  - 大岡越前 第11部 第5話「娘目明し一番手柄」（1990年5月21日、C.A.L）
  - 江戸を斬るVIII 第20話「父の敵は十手持ち」（1994年6月13日、C.A.L）
- 織田信長（1989年1月1日、TBS）
- 鬼平犯科帳 第1シリーズ 第3話「蛇の眼」（1989年日、フジテレビ）
- 豪剣! 賞金稼ぎ 無用ノ介（1990年、テレビ朝日）
- 暴れん坊将軍シリーズ（テレビ朝日）
  - 暴れん坊将軍IV
    - 第10話「天下御免のくいしん坊侍」（1991年） - 中戸 役
    - 第69話「陰謀あばいた饅頭姫!」（1992年） - 与作 役

  - 暴れん坊将軍V 第36話「争奪! 石田三成の密書」（1993年 - 1994年）
  - ドラマスペシャル 暴れん坊将軍 （2008年12月29日）
- 名奉行 遠山の金さん（ANB / 東映）
  - 第6シリーズ 第23話「大陰謀!紫頭巾の女」（1995年）
  - 第7シリーズ 第5話「白い肌の誘惑 嫁姑の真剣勝負」（1995年）
- 騎馬奉行がゆく（1995年、日本テレビ）
- 御家人斬九郎第3シリーズ（1997年10月 - 1998年1月、フジテレビ）
- 痛快!三匹のご隠居（1999年、テレビ朝日）
- 隠密奉行朝比奈（1999年、フジテレビ）
- 八丁堀の七人シリーズ（テレビ朝日）
  - 第1シリーズ（2000年） - 番頭の彦七 役
  - 第5シリーズ（2004年）
- 夜桜お染（2003年 - 2004年、フジテレビ）
- 太閤記 サルと呼ばれた男（2003年12月27日、フジテレビ） - 川尻秀隆 役
- 徳川綱吉 イヌと呼ばれた男（2004年12月28日、フジテレビ）
- 大化改新（2005年1月、NHK）
- 風林火山（2006年、テレビ朝日）
- 名奉行! 大岡越前2（2006年、テレビ朝日）
- 京都地検の女シリーズ（テレビ朝日）
  - 第3シリーズ（2006年） - 久保治夫 役
  - 第4シリーズ（2007年） - 火事場の住人 役
  - 第5シリーズ（2009年） - ホスト 役
  - 第6シリーズ（2010年）
  - 第7シリーズ（2011年） - 松井刑事 役
- 逃亡者 おりん（2006年 - 2007年、テレビ東京）最終話「江戸城大乱!明かされる陰謀」 - 手鎖人極楽丸 役
  - 第2シリーズ（2011年） - 忍者 役
- 遠山の金さん 最終話「さらば金さん!!暴かれた奉行の正体…白熱の最後の白州」（2007年、テレビ朝日）
- その男、副署長シリーズ（テレビ朝日）
  - 第1シリーズ（2007年）
  - 第2シリーズ（2008年）
- 八州廻り桑山十兵衛〜捕物控ぶらり旅（2007年、テレビ朝日）
- 狩矢警部シリーズ（TBS）
  - 京都茶道三姉妹殺人事件（2007年）
  - 京都阿修羅王殺人事件（2008年）
  - 燃えた花嫁（2009年）
- 女刑事みずき〜京都洛西署物語〜（2007年、テレビ朝日） - 上司 役
- 素浪人 月影兵庫（2007年、テレビ朝日）
- お江戸吉原事件帖（2007年、テレビ東京）
- 徳川風雲録 八代将軍吉宗 第一部「見参!紀州の暴れ龍」（2008年、テレビ東京） - 側近 役
- 天と地と（2008年、テレビ朝日）
- 幻十郎必殺剣（2008年、テレビ東京）
- 科捜研の女シリーズ（テレビ朝日）
  - 新・科捜研の女 スペシャル（2008年3月13日）
  - 新・科捜研の女 第8シリーズ（2008年4月17日 - 6月19日）
  - 科捜研の女 第9シリーズ（2009年7月2日 - 9月10日）
  - 科捜研の女 スペシャル（2010年） - 有村修司 役
  - 科捜研の女 第10シリーズ（2010年7月8日 - 9月16日） - 銀行支店長 役
  - 科捜研の女 第11シリーズ（2011年10月20日 - 2012年3月）
  - 科捜研の女 第13シリーズ（2013年10月17日 - ） - 保富章 役
  - 科捜研の女 第15シリーズ（2015年） - 鑑識 役[2]
  - 科捜研の女 第16シリーズ（2016年）
    - 第2話 - 抗議運動の副代表・福井昌平 役
    - 正月スペシャル - 署長 役[2]

  - 科捜研の女 第17シリーズ（2017年） ｰ　警備員 役
- 徳川家康と三人の女（2008年、テレビ朝日）
- 密命 寒月霞斬り（2008年、テレビ東京）
- おみやさんシリーズ（テレビ朝日）
  - 第6シリーズ（2008年 - 2009年）
  - 第7シリーズ（2010年）
  - 第8シリーズ 第5話（2011年）
- ブロードキャストASUKA（2008年、KBS京都）
- 主水之助七番勝負〜徳川風雲録外伝〜（2008年、テレビ東京）
- 忠臣蔵 音無しの剣（2008年12月14日、テレビ朝日）
- 肉体の門（2008年12月27日、テレビ朝日）
- 土曜時代劇「浪花の華」（2009年、NHK）
- 必殺仕事人2009（2009年、ABC・テレビ朝日） - 同心 役
- 樅ノ木は残った（2009年、NHK） - 酒井家家臣 役
- 幻十郎必殺剣SP「死神復活〜あの豪剣が再び悪を斬る!」（2009年4月10日、テレビ東京）
- 木枯し紋次郎（2009年5月1日、フジテレビ）
- メイド刑事（2009年、テレビ朝日）
- 853〜刑事・加茂伸之介（2010年、テレビ朝日） - 刑事 役
- 大仏開眼（2010年、NHK）
- 柳生武芸帳（2010年4月13日 - 5月4日、テレビ東京）
- 2夜連続 松本清張スペシャル 球形の荒野（2010年11月26日・27日、フジテレビ） - 刑事 役
- 忠臣蔵〜その男、大石内蔵助（2010年12月25日、テレビ朝日）
- 遺恨あり 明治十三年 最後の仇討（2011年2月26日、テレビ朝日）
- SP~警視庁警護課2（2012年、テレビ朝日）
- さすらい署長（2012年、テレビ朝日） - 刑事 役
- 刑事魂（2012年、テレビ朝日） - 刑事 役
- 剣客商売SP/御老中暗殺（2012年、松竹） - 大沢 役
- 新・おみやさん（2012年、テレビ朝日）
- 走れプラチナワゴン（2012年、TBS） - 警官 役、里見浩太朗吹き替え
- 歴史秘話ヒストリア「長宗我部一族」（2012年、NHK） - 家老B役
- 月曜ゴールデン「オバベン -京都ふたりの女弁護士-」（2013年6月24日、TBS） - 井川 役
- 新春ワイド時代劇「大江戸捜査網2015〜隠密同心、悪を斬る!」（2015年1月2日、テレビ東京）
- 伝七捕物帳（2016年、NHK BSプレミアム） - 手下 役[2]
- 大岡越前3（2016年、NHK BSプレミアム） - 重臣 役[2]
- 立花登青春手控え（2016年、NHK BSプレミアム） - 流人 役[2]
- 女たちの特捜最前線（2016年、テレビ朝日） - 朝美の父親 役[2]
- ふたがしら2（2016年、WOWOW） - 留 役[2]
- べっぴんさん（2016年、NHK） - 私服警官 役[2]
- 石川五右衛門（2016年、テレビ東京） - 所司代役人 役[2]
- 子連れ信兵衛2（2016年、NHK BSプレミアム） - 浪人 役[2]
- ドラマスペシャル「検事の本懐」（2016年12月3日、テレビ朝日） - 園部勝也 役[2]
- 佐武と市捕物控 冬夏の章（2016年12月17日、BS日テレ） - 人足 役[2]
- 大岡越前スペシャル「白洲に咲いた真実」（2017年1月3日、NHK BSプレミアム） - 左官の松 役[2]
- 狩矢父娘シリーズ 第18作（2017年3月23日、テレビ朝日） - 刑事 役[2]
- 立花登青春手控え2（2017年、NHK BSプレミアム） - 伊八の頭 役[2]
- 宮沢賢治の食卓（2017年、WOWOW） - 用務員 役[2]
- 遺留捜査 第4シリーズ 第1話（2017年7月13日、テレビ朝日） - 東田始 役[2]
- 伝七捕物帳2（2017年、NHK BSプレミアム） - 子分 役[2]
- ドクター彦次郎 第3作（2017年8月20日、テレビ朝日） - 警備員 役[2]
- 名奉行!遠山の金四郎（2017年9月25日、TBS） - 浪人 役[2]
- ドラマスペシャル 松本清張 鬼畜（2017年12月24日、テレビ朝日） - 消防隊員 役[2]
- 雨の首振り坂（2017年、時代劇専門チャンネル） - 小栗子分 役[2]
- 小吉の女房（2019年） ‐ 青木利十郎 役

### バラエティ
- ごきげん歌謡笑劇団（2012年、NHK）

### 映画
- 戦国自衛隊 （1979年、角川春樹事務所） - 騎馬武者 役
- 劇場版 電子戦隊デンジマン （1980年）
- 吼えろ鉄拳 （1981年） - シャドー甲賀六 役
- 魔界転生（1981年）- 若山富三郎吹き替え
- 燃える勇者 （1981年）
- 伊賀野カバ丸 （1983年） - 岡 役
- 必殺4 恨みはらします （1987年）
- 将軍家光の乱心 激突 （1989年）
- バトル・ロワイアルII 鎮魂歌 （2003年） - オールドセブン 役
- 男たちの大和/YAMATO（2005年） - 艦長 役
- 劇場版 仮面ライダー電王 俺、誕生! （2007年）[3]（ノンクレジット）
- 蒼き狼 〜地果て海尽きるまで〜 （2007年） - アクション・スタント
- 茶々 天涯の貴妃 （2007年）
- TAJOMARU （2009年）
- 最後の忠臣蔵 （2010年） - 赤穂浪士 役
- 忍たま乱太郎 （2011年） - 殺陣・所作指導
- 柘榴坂の仇討（2014年） - 水戸藩士 役[2]
- 本能寺ホテル（2017年） - 家臣 役[2] / 吹き替え[2]
- 無限の住人（2017年） - 司戸軍団 役[2]
- 関ケ原（2017年） - 桑島治右衛門 役[2]
- のみとり侍（2018年） - 捕手 役[2]
- パンク侍、斬られて候（2018年） - 斬りかかる侍 役[2]

### 演劇
- 酔いどれ公爵（1985年） - オルゴン六剣士A 役
- 新撰組余聞 花かんざし
- 薫風あばれ獅子
- 御園座20周年記念 里見浩太朗特別公演（2009年） - 家臣 役
- 激突！忍者ショー（2016年） - 半蔵 役[2]

### CM
- パチンコCR 遠山の金さん
- パチンコCR 暴れん坊将軍